# Галкіна Любов Володимирівна
Любов Володимирівна Галкіна  (рос. Любовь Владимировна Галкина; 15 березня 1973) — російська стрільчиня, олімпійська чемпіонка.

## Виступи на Олімпіадах
| Олімпіада   | Дисципліна                                     | Місце |
| ----------- | ---------------------------------------------- | ----- |
| Сідней 2000 | пневматична гвинтівка, 10 м                    | 4     |
| Афіни 2004  | пневматична гвинтівка, 10 м                    | 2     |
| Афіни 2004  | дрібнокаліберна гвинтівка, 50 м, три положення | 1     |
| Пекін 2008  | пневматична гвинтівка, 10 м                    | 2     |
| Пекін 2008  | дрібнокаліберна гвинтівка, 50 м, три положення | 4     |